# Rafi ibne Hartama
Rafi ibne Hartama (Rafi ibn Harthama - lit. Rafi, filho de Hartama; m. 896) foi um soldado mercenário que nos tumultos do final do século IX no Califado Abássida tornou-se governante do Coração de 882 a 892.

## Vida

Coração em meados do século IX

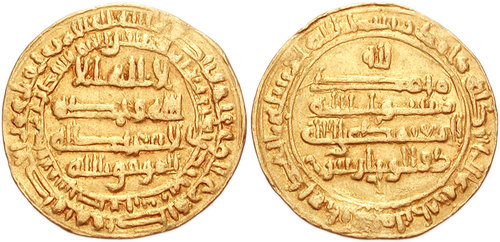
Dinar de ouro de Almutâmide r. com os nomes de Almuafaque r. e o vizir Saíde (duluizarataim)

Rafi esteve originalmente em serviço da dinastia taírida, que controlou o Coração como vice-reis virtuais em nome do Califado Abássida. O controle taírida (e implicitamente também abássida) do Coração foi ameaçado nos anos 860 pela revolta de Iacube ibne Alaite Alçafar, que, começando de sua província natal de Sistão, derrotou os exércitos taíridas e por 873 tomou controle da capital provincial, Nixapur. O fracasso de Iacube em tomar Baguedade em 876, contudo, e sua morte logo depois enfraqueceu o regime safárida que seu irmão Anre estabeleceu.
Com os safáridas engajados em outro lugar, e sua aquisição dos antigos domínios taíridas condenados como ilegais pelo governo abássida, Nixapur foi conquistada em 875 pela facção antisafárida sob Amade ibne Abadalá do Cujistão, um antigo soldado taírida. Após sua morte em 882, Rafi, que tinha ascendido para ser seu comandante-em-chefe, foi aclamado pelo exército de Amade ibne Abadalá como seu sucessor. Rafi enfrentou a oposição dos safáridas sob Anre, que tinha feito a paz com o califa Almutâmide (r. 870–892) em 879 e tinha sido reconhecido como governador do Coração e grande parte do Irã, bem como o aventureiro Aba Talha Almançor ibne Xarcabe, que tinha brevemente tomado Nixapur em 876-878 e era agora governante de Merve. Derrotado, Abu Talha logo procurou ajuda samânida e safárida, e em 885 foi nomeado como vice-safárida do Coração, enquanto Anre virou-se novamente para oeste para confrontar as tentativas do regente abássida, Almuafaque, para recuperar Pérsis.
Neste ponto, a fortuna de Rafi mudou, pois Almuafaque despojou os safáridas de seus governos, e conferiu o Coração a Rafi. Rafi foi logo capaz de assegurar uma aliança com os samânidas de Transoxiana e neutralizar Abu Talha, tomando Merve e Herate. Ele invadiu tão longe quanto a Corásmia em 886 e ajudou o samânida Ismail Samani (r. 892–907) contra seu irmão Nácer I (r. 864/5–892). Em 888/889, Rafi invadiu e conquistou os domínios zaídidas de Gurgã e Tabaristão, derrotando o governante zaídida Maomé ibne Zaíde (r. 884–900) na batalha do rio Chalus. De Tabaristão, marchou para Caspim e então Ragas em 889/890, onde estabeleceu suas bases até a morte de Almuafaque em junho de 891. Durante sua estadia no Tabaristão, Rafi juntou-se a Ali ibne Alaite, irmão de Anre, que tinha inicialmente sido o candidato favorito para suceder Iacube. Os filhos de Ali, Almuadal e Alaite, mais tarde acompanharam Rafi em sua tentativa de retomar o controle do Coração em 896.

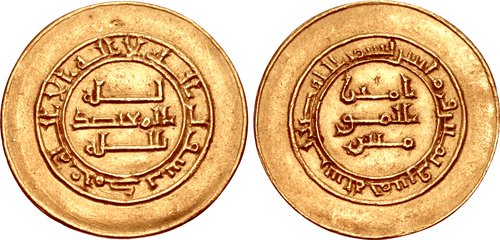
Dinar de ouro de Almutadide r.

Com a morte de Almuafaque e a ascensão da regência (e logo ao trono) de seu filho, Almutadide, a fortuna de Rafi mudou novamente: a política de restabelecido da autoridade califal de Almutadide no oeste do califado requereu-lhe que mantivesse relações amistosas com Anre no Irã, e o controle de Rafi sobre Ragas ameaçava a província de Jibal, que Almutadide logo recuperou de seus governadores duláfidas semi-independentes. Como resultado, Almutadide investiu Anre com o governo do Coração, ordenou a Rafi que evacuasse Ragas e enviou um exército sob Amade ibne Abdalazize ibne Abi Dulafe contra ele. Removido de Ragas, de modo a ganhar aliados numa tentativa de recuperar o Coração, Rafi reconciliou-se com Maomé ibne Zaíde, na medida em que tinha lido a oração da sexta-feira em nome do último. Essa virada para os álidas marcou uma ruptura pública com o campo abássida e sunita, que os safáridas exploraram adequadamente para fortalecer seu apoio entre a população do Coração. Em 896, Rafi invadiu o Coração e capturou Nixapur, onde ele também teve a oração lida em nome de Maomé. Ele inclusive adotou o branco álida em vez do preto abássida para suas cores. A ajuda prometida por Maomé ibne Zaíde, contudo, nunca chegou, e Rafi foi logo removido da cidade pelos safáridas. Suas forças foram derrotadas em Baiague e Tusa, e finalmente expulso do Coração para a Corásmia, onde Rafi foi derrotado e morto em uma batalha final. Sua cabeça decapitada foi exibida em Baguedade.